# Myslivny (Mařenice)

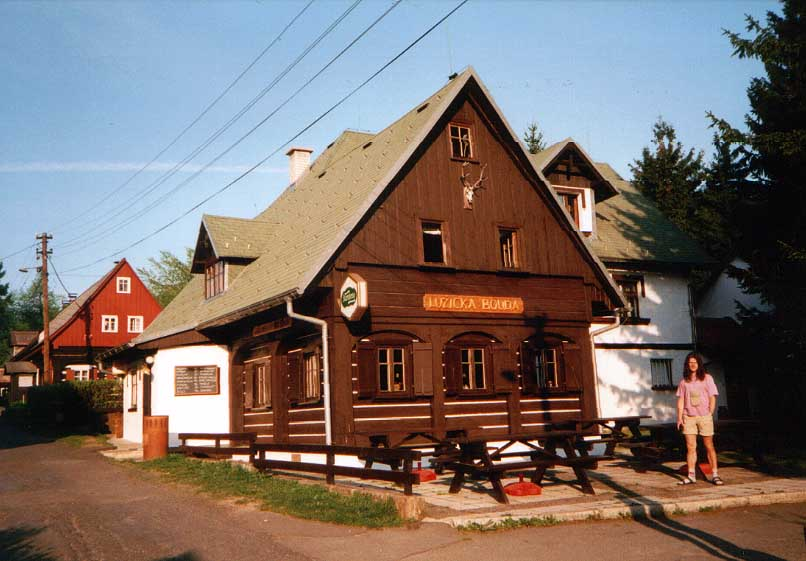
Die (neue) Lausitzer Baude

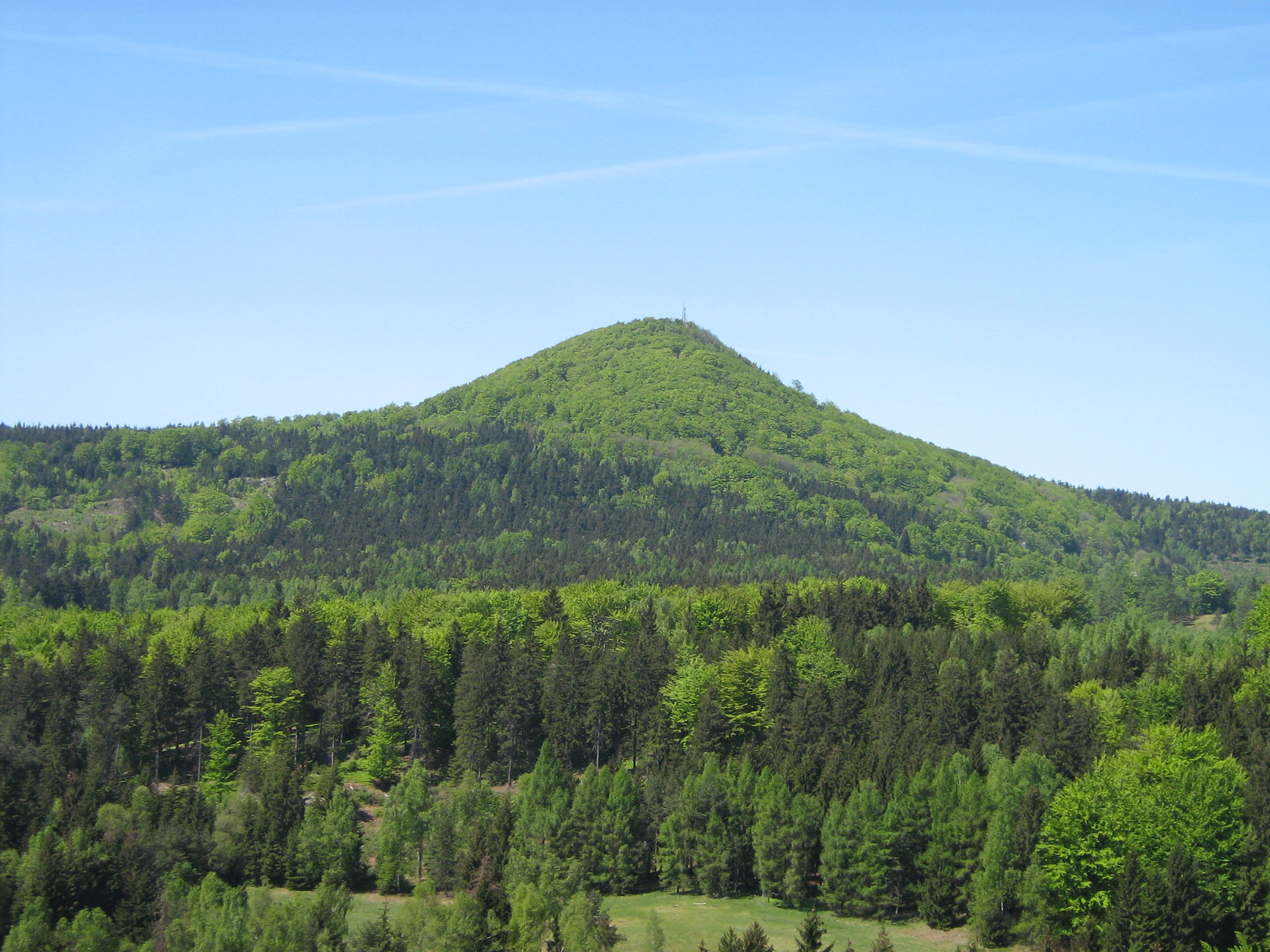
Die Lausche über dem Ort

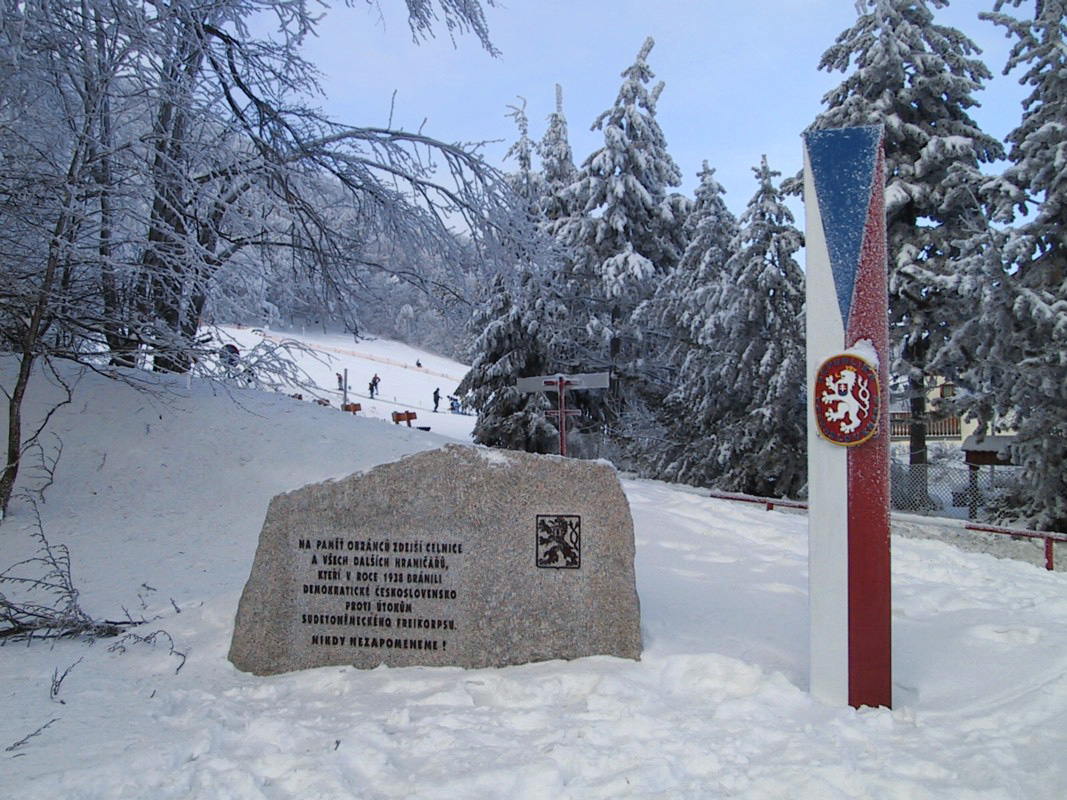
Tschechischer Gedenkstein an der Wache

Myslivny (deutsch Jägerdörfel) ist eine Grundsiedlungseinheit der Gemeinde Mařenice in Tschechien. Er gehört zum Ortsteil Horní Světlá und befindet sich in 653,3 m ü. M. im Lausitzer Gebirge, knapp einen Kilometer südlich der Lausche und der Grenze zu Deutschland. Zum 3 Kilometer nördlich gelegenen deutschen Nachbarort Waltersdorf führt ein Wanderweg für Fußgänger über die Wache / Stráž.

## Geschichte
Die kleine, aus Umgebindehäusern bestehende Siedlung entstand als Ansiedlung von Waldarbeitern um ein Forsthaus. Sie war ein Teil der früher selbständigen Ortschaft Oberlichtenwalde (Horní Světlá). Zu Beginn des 20. Jahrhunderts wandelte sich ihr Charakter zu einer beliebten Sommerfrische mit mehreren Gasthäusern. 1924 entstand die von den Naturfreunden  gegründete „Lausitzer Baude“, die 1938 nach der Gleichschaltung und Auflösung des Vereins schloss. Der Ort zwischen Lausche und Stückeberg war Ausgangs- oder Zielpunkt für Wanderer auf die Lausche oder andere Teile des Gebirges. Am Südosthang der Lausche entstand der „Hang 13“, eine Skiabfahrtsstrecke.
Nach dem Zweiten Weltkrieg wurden viele der deutschen Bewohner über die „Wache“ aus der Tschechoslowakei vertrieben und die Grenze geschlossen. Myslivny wurde zu einer abgelegenen Siedlung, die kaum noch bewohnt war. Der „Hang 13“ verwuchs mit Gesträuch und die „Hang 13-Baude“ wurde abgerissen. Diese Ruhe wurde 1968 unterbrochen, als über die Wache Panzer der Sowjetarmee als Okkupanten in die Tschechoslowakei eindrangen. Nach 1980 erfolgte ein Umbau der Lužická chata zum Erholungsobjekt für die  Uranbergleute in der Umgebung von Stráž pod Ralskem und anderen tschechischen Uranbergbaugebieten.
Um 1992 wurde der Grenzübergang wieder offiziell freigegeben, nachdem spätestens seit 1989 auch verstärkt deutsche Ausflügler von Waltersdorf her Myslivny aufsuchten. Nach der Grenzöffnung entstand auf deutscher Seite ein Gedenkstein für die Vertreibung.
Auch auf tschechischer Seite wurde im Oktober 2003 ein Gedenkstein aufgestellt. Dieser gedenkt der gefallenen Angehörigen der tschechoslowakischen Grenzwache, die bei den blutigen Gefechten mit dem von Deutschland aus operierenden Sudetendeutschen Freikorps im September 1938 ums Leben gekommen sind.  
Im Ort befinden sich heute fast ausschließlich Gastwirtschaften und Fremdenzimmer. Die Lausitzer Baude ist unter der Bezeichnung Chata Luž wieder eine öffentliche Baude. Daneben gibt es auch wieder eine Lausitzer Baude, die Pension Lužická bouda.
In den Wintermonaten sind an der Lausche zwei Skilifte in Betrieb.